# 冷单胞菌科
冷单胞菌科（学名：Psychromonadaceae）為交替单胞菌目的一科细菌。此科的模式属为冷单胞菌属（Psychromonas）。

## 下属分类
本科包括以下属：
- 栖珊瑚菌属 Corallincola Li et al. 2017
- 冷单胞菌属 Psychromonas Mountfort et al. 1998